# La Martre (Québec)
Pour les articles homonymes, voir La Martre.
La Martre est une municipalité du Québec située dans la municipalité régionale de comté (MRC) de La Haute-Gaspésie dans la région administrative de la Gaspésie–Îles-de-la-Madeleine. Le recensement de 2021 y dénombre 194 habitants.
La municipalité est surtout connue pour son phare qui possède une structure en bois unique. En période estivale, les gens peuvent monter à l'intérieur par petits groupes.

## Toponymie
Il y a eu d'abord une rivière à proximité que l'on a appelé la « Rivière à la Martre » en raison de la présence de martres, ce petit mammifère carnivore, au corps allongé. Le bureau de poste local, entre 1877 et 1931, était celui de « Rivière-à-la-Martre ».
Lors de sa création en 1923, la municipalité a pris le nom du canton de « Christie ». En 1971, elle adopte le nom de « La Martre ». Elle est aussi connue sous le nom de sa paroisse catholique, d'abord appelée Saint-Martial (1898) puis Sainte-Marthe (1931). 

## Histoire

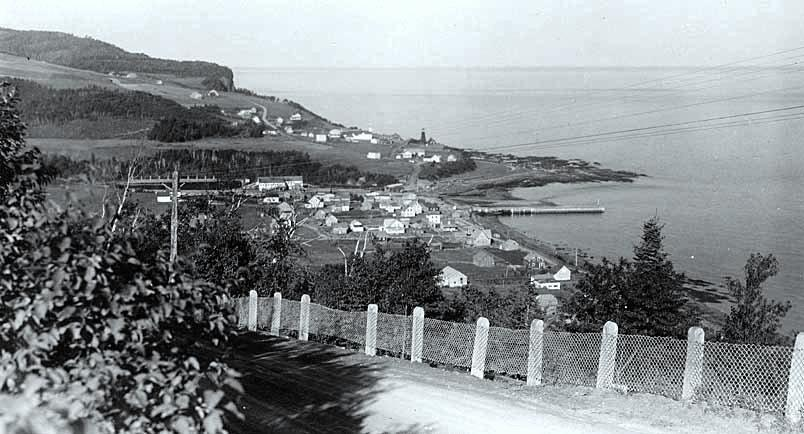
Vue en surplomb de La Martre vers 1935

À cause de la croissance du trafic maritime sur le fleuve Saint-Laurent, le gouvernement fédéral décida d'ériger un phare supplémentaire entre ceux de Madeleine et de Cap-Chat. Celui-ci fut construit sur le toît de la maison du premier gardien du phare, Jean-Baptiste Gauthier, en 1876. En 1906, le premier phare fut remplacé par le phare actuel.

## Géographie
La Martre est située sur la rive sud de l'estuaire du fleuve Saint-Laurent sur la péninsule gaspésienne à 520 km au nord-est de Québec et à 175 km à l'ouest de Gaspé. La municipalité fait partie de la municipalité régionale de comté de La Haute-Gaspésie dans la région administrative de la Gaspésie–Îles-de-la-Madeleine.
Les rivières à la Martre et à la Martre Ouest coulent entièrement dans la municipalité, leur confluence se situe près de l'embouchure de la rivière à la martre dans l'estuaire maritime du Saint-Laurent. Le crénon de la rivière Marsoui se situe aux limites sud-est de la municipalité.

## Démographie

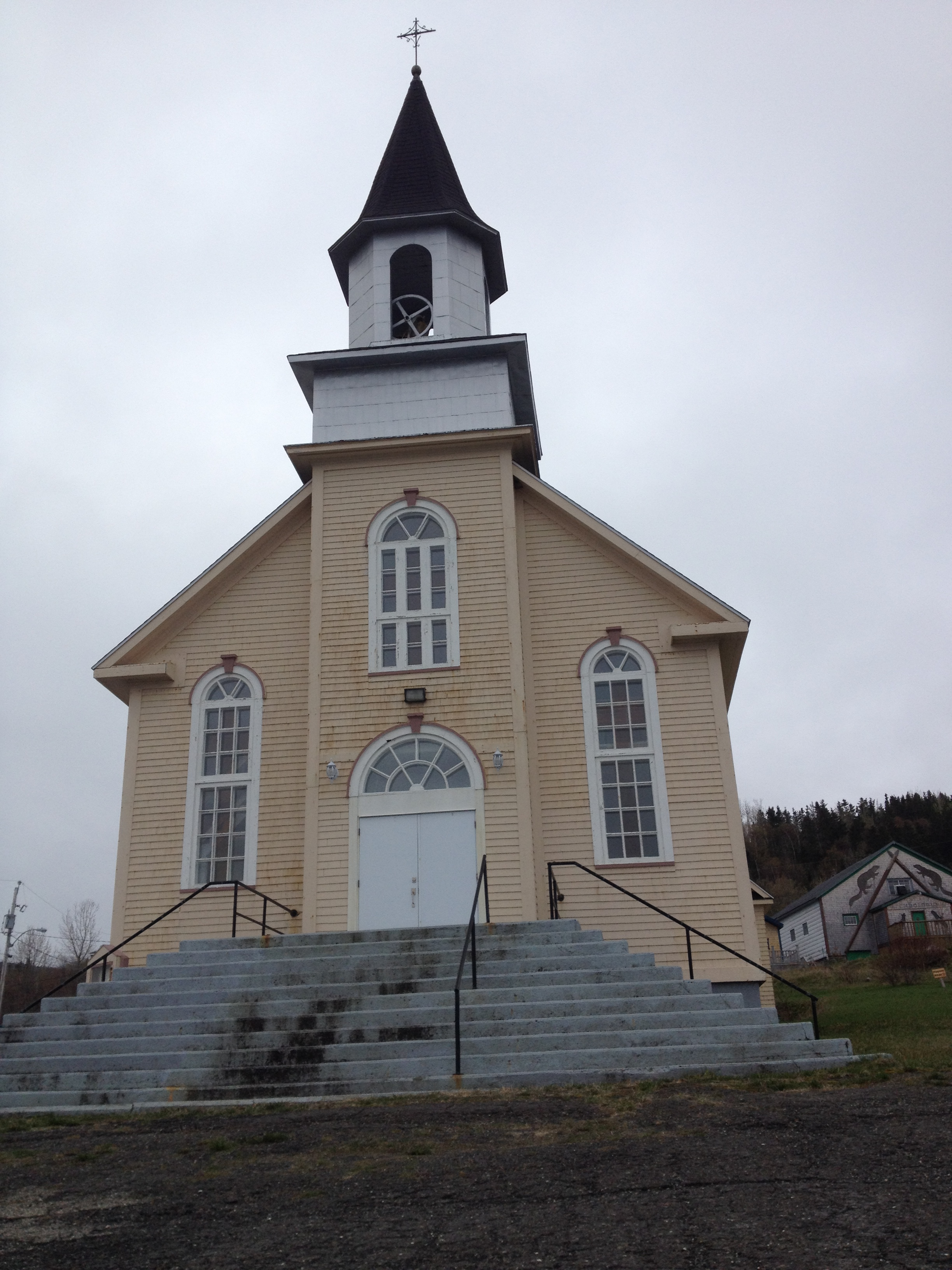
Église de La Martre

| 1996 | 2001 | 2006 | 2011 | 2016 | 2021 |
| ---- | ---- | ---- | ---- | ---- | ---- |
| 315  | 266  | 253  | 245  | 243  | 194  |

## Administration
Les élections municipales se font en bloc pour le maire et les six conseillers.
| La Martre Maires depuis 2001                                                                                         |                    |                     |          |
| Élection | Maire              | Qualité             | Résultat |
| 2001 | Harold Gagnon      |                     | Voir     |
| 2005 | Raymond St-Pierre  |                     | Voir     |
| 2009 | Claudette Robinson |                     | Voir     |
| 2013 | Michel Laperle     | Démissionne en 2014 | Voir     |
| 2014 | Yves Sohier        |                     | Voir     |
| 2017 | Yves Sohier        | Voir                |          |
| 2021 | Yves Sohier        | Voir                |          |
| Élection partielle en italique Depuis 2005, les élections sont simultanées dans toutes les municipalités québécoises |                    |                     |          |

## Attraits

### Le phare

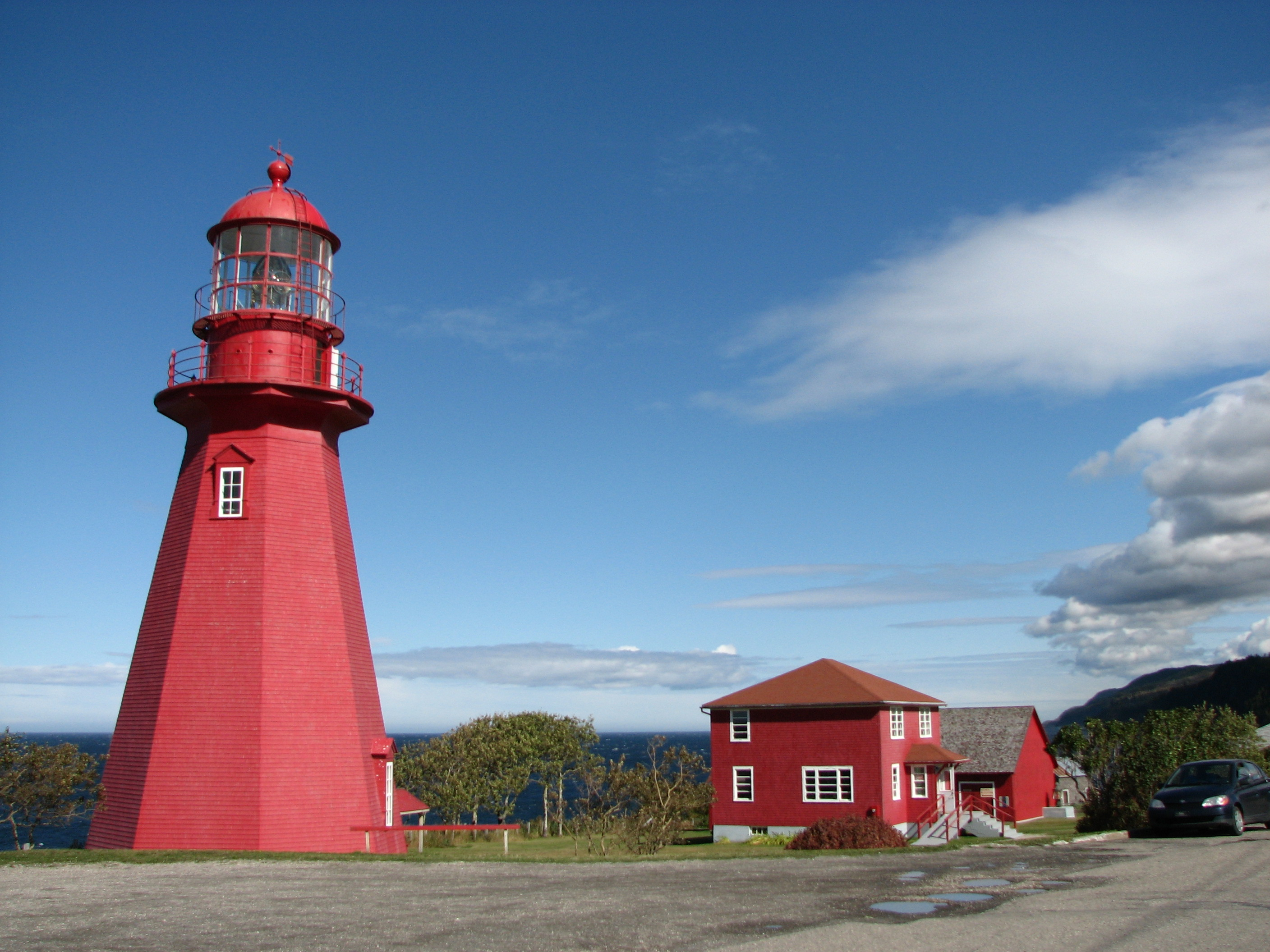
Le célèbre phare rouge de la Martre

Le premier phare de La Martre a été construit en 1876 par le gouvernement fédéral pour répondre à la croissance du trafic maritime et le besoin d'offrir une meilleure sécurité à la navigation entre les phares de Madeleine et de Cap-Chat. C'était une tour érigée à même le toit de la maison du premier gardien du phare, Jean-Baptiste Gauthier.
Le phare actuel, avec sa structure octogonale en bois aux côtés inclinés, a été construit en 1906. Il a conservé son système d’horlogerie d’origine (câble et poids) qui permet la rotation du module d’éclairage.

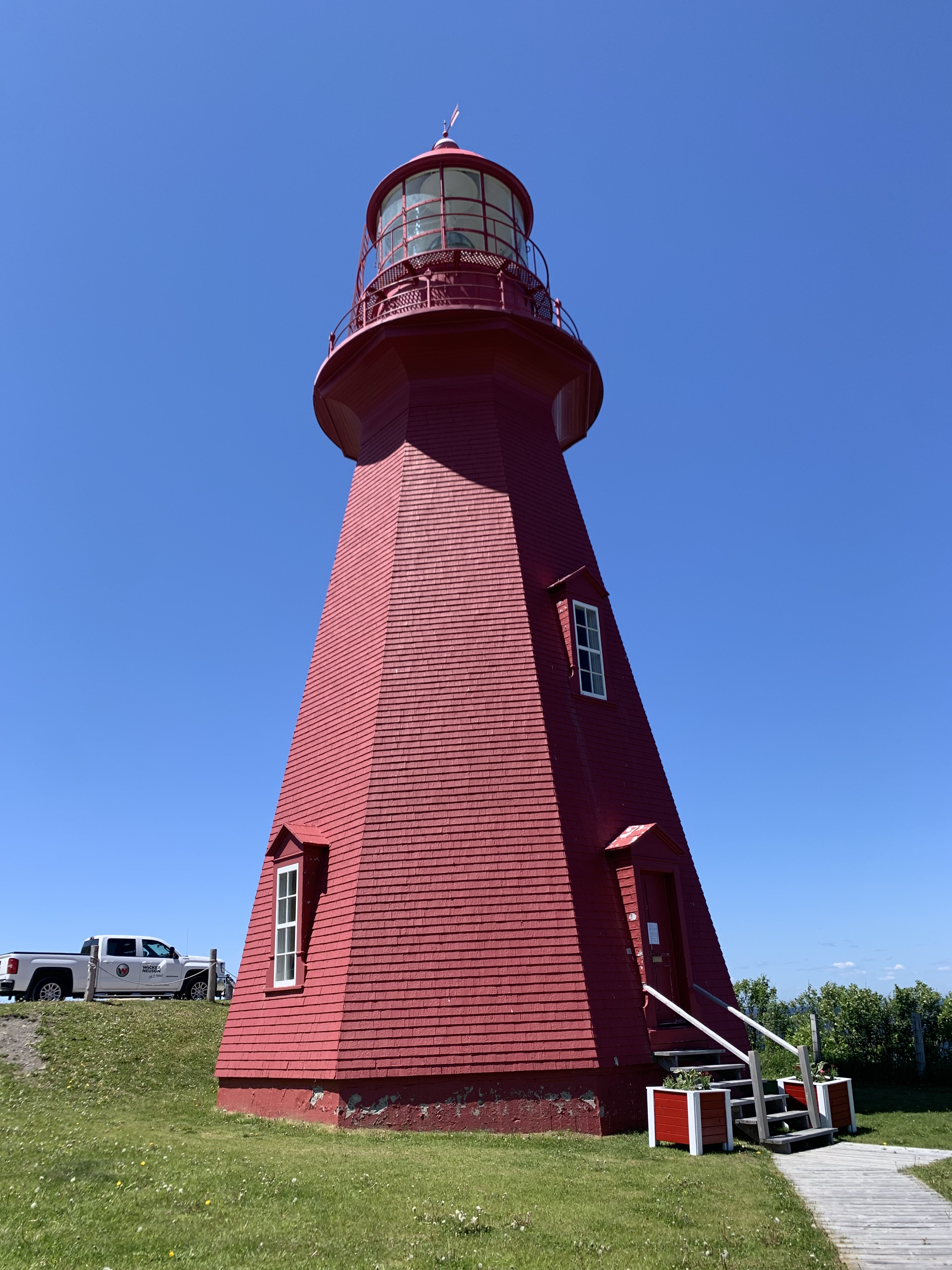
Le phare rouge de la Martre de proche

### Site archéologique
La Martre est un site archéologique reconnu. Des outils anciens furent découverts en 1967 par l'abbé Roland Provost lors de travaux d'excavation visant à relocaliser le cimetière. Des études ont établi que ces artefacts sont associés à la tradition Plano de la période du Paléoindien récent, entre 8 000 et 10 000 ans avant aujourd'hui,.